# قلعة سكمكم
قلعة سكمكم هي قلعة أثرية تقع في منطقة سكمكم التي تبعد 5 كيلو مترات شمال مدينة الفجيرة في دولة الإمارات، ويعود تاريخ بناء هذه القلعة إلى القرن الثامن عشر الميلادي.حيث بنيت القلعة من المواد المحلية الموجودة في المنطقة كالطين والحجارة وسعف النخل على تل مطل على المنطقة.
تم تدمير الحصن الواقع على تل عال يصل ارتفاعه إلى 13 متراً  ، ولكن تم ترميمه الآن. يحتوي على برج مراقبة دائري يطل على مدينة الفجيرة الحديثة حيث تقع قلعة الفجيرة . وقد كان للقلعة أهمية تاريخية كبيرة في المنطقة حيث كانت مكاناً لاجتماع أبناء المنطقة لمناقشة أمورهم اليومية وكانت تقام أمامها الاحتفالات بالأعياد والمناسبات، كما كانت تستخدم لحراسة المنطقة والبيوت والأراضي الزراعية لما لها من أهمية اقتصادية لأهالي المنطقة، حيث تميزت القلعة بهندستها الدفاعية الدقيقة ومتانتها وموقعها، كما استخدمت القلعة للسيطرة على الطريق الواصل بين الساحل والأراضي الداخلية خلال الفترات الزمنية المتعاقبة.
قلعة سكمكم تقع على قربة من المنطقة الحرة بالفجيرة من الشرق.